# ماریانو هرنان
ماریانو هرنان (انگلیسی: Mariano Hernán؛ زادهٔ ۲۳ نوامبر ۱۹۵۷) بازیکن فوتبال است.